# 裴颋
裴颋，渤海国官员、诗人，裴氏。
裴颋担任文籍院少监。唐僖宗中和二年（日本元慶六年、882年）冬，奉大玄錫之命出使日本，任大使，同行百余人。同年十一月，至加贺登陆。中和三年五月，入平安京，献国书及信物。博学通才，典领文籍，风仪优美，于是获得厚遇，陽成天皇授以从三位，并派文章博士菅原道真等三十多人陪伴游览观光，赋诗唱和，被赞誉为“七步之才”。回国时，陽成天皇派官员至鸿胪馆，将国书、信物、太政官牒文交付给他。唐昭宗乾宁元年（日本寬平六年、894年）冬，担任文籍院监，再次出使日本，任大使，同行百余人。乾宁二年五月，入平安京，当月返回。